# Aurora Mira
Mira  Mena est un nom espagnol. Le premier nom de famille, en général paternel, est Mira ; le second, en général maternel, souvent omis, est Mena.
Aurora Mira Mena (Santiago, 1863 - 1939) est une peintre chilienne. Avec sa sœur aînée Magdalena, elle est l'une des premières femmes peintres reconnues non seulement au Chili mais dans toute l'Amérique latine.

## Biographie
Née à Santiago en 1863, Mira est la fille du peintre Gregorio Mira Iñiguez et de son épouse Mercedes Mena Alviz. Élevée dans un environnement aisé, elle est initiée à la peinture par son père, qui avait étudié auprès du peintre français Raymond Monvoisin, premier directeur de l'École chilienne de peinture. Elle a ensuite étudié sous la direction du troisième directeur de l'école, Juan Mochi, à une époque où il était assez inhabituel pour les femmes d'entreprendre des études d'art. 
Contrairement à sa sœur, spécialisée dans la peinture de portraits, Aurora Mira se concentre sur les natures mortes, en particulier les fleurs et les fruits. En 1884, les deux sœurs commencent à exposer dans le Salon Officiel du Musée des Beaux-Arts. En concurrence avec des artistes établis tels que Pedro Lira, Juan Francisco González et Alfredo Valenzuela Puelma, Magdalena reçoit la médaille d'or tandis qu'Aurora reçoit la médaille d'argent. Aurora Mira expose ses peintures au Salon Officiel de 1884 à 1897. 
Ses œuvres peuvent être admirées dans les collections du Musée des Beaux-Arts du Chili, le Musée d'Art et d'Artisanat de Linares et dans la Pinacoteca Banco de Chile de Santiago. 
Aurora Mira décède en 1939 à Santiago.

## Prix
- 1884 : Médaille d'Argent, Salon Officiel, Musée des Beaux-Arts.
- 1886 : Médaille de Première Classe, Salon Officiel, pour l’œuvre Agripina Metella, Musée des Beaux-Arts.
- 1889 : Prix de Costumbres Ex Aqueo Certamen Edwards, Salon Officiel, Musée des Beaux-Arts.
- 1895 : Prix d'Honneur Certamen Edwards, Salon Officiel, Musée des Beaux-Arts.
- 1897 : Première Médaille au Salon Officiel, Musée des Beaux-Arts.

## Voir également
- Agustina Gutiérrez Salazar (1851-1886)
- Albina Elguín (1871-1897)
- Magdalena Mira Mena (1859-1930)
- Celia Castro (1860-1930)
- Académie de peinture (Chili)